# Bonlez
Bonlez (Waals: Bonlé) is een dorp in de Belgische provincie Waals-Brabant en een deelgemeente van Chaumont-Gistoux.
In de deelgemeente ligt net ten noorden van het dorpscentrum het gehucht Bas-Bonlez. In het uiterste oosten van de deelgemeente ligt het gehucht le Roblet, op de grens met deelgemeente Longueville en verbonden met het dorpscentrum van Longueville. Het gehucht Inchebroux, dat grotendeels in deelgemeente Chaument-Gistoux ligt, ten zuiden van Bonlez, ligt ook een stukje op het grondgebied van Bonlez en van deelgemeente Dion-le-Mont.

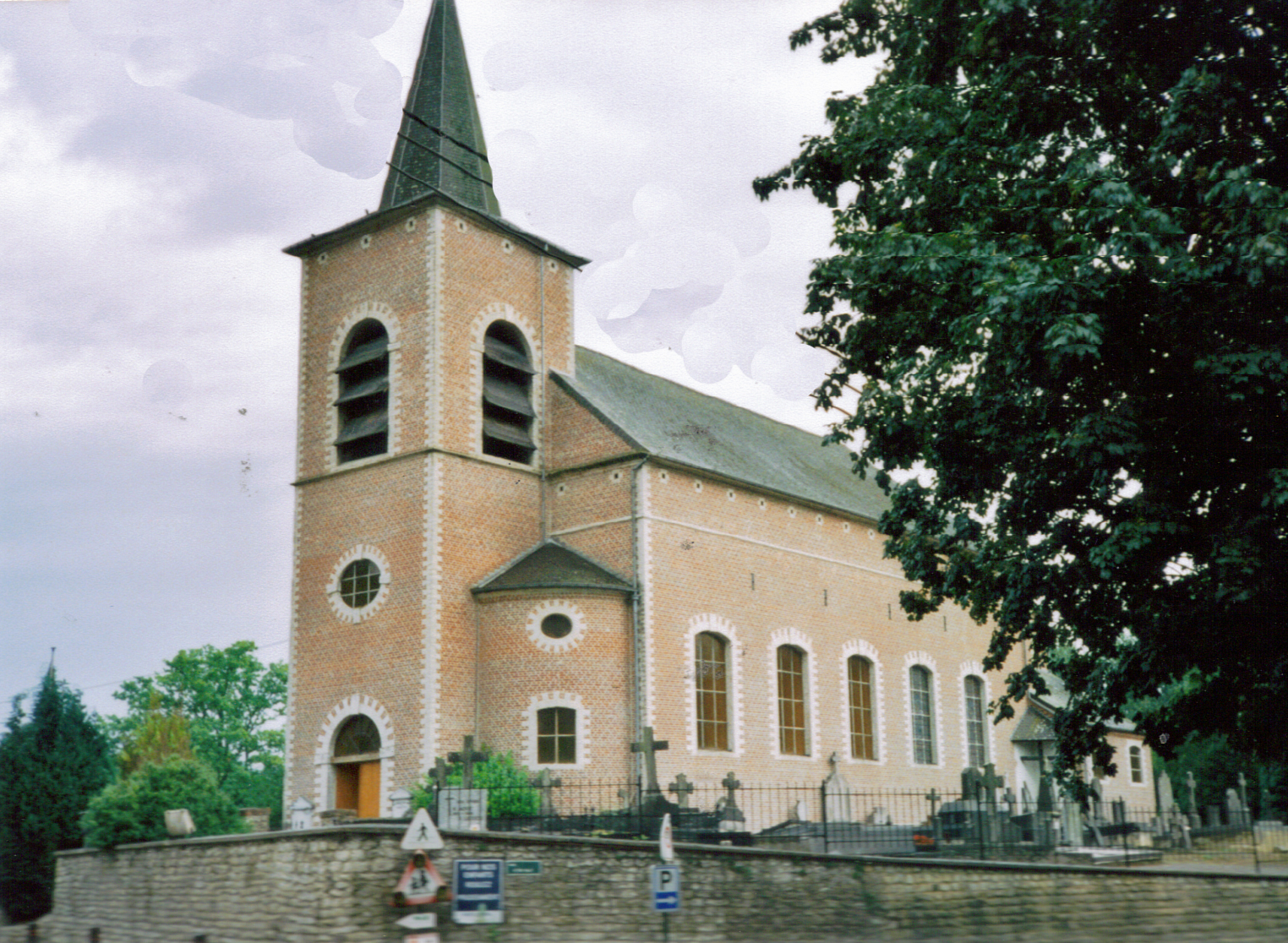
Église Sainte-Catherine

## Geschiedenis
Bonlez was tot 1 januari 1977 een zelfstandige gemeente, toen het een deelgemeente werd van Chaumont-Gistoux.

## Bezienswaardigheden
- De Tumuli van Bonlez
- Het Kasteel van Bonlez werd gebouwd omstreeks 1643, toen Bonlez tot baronie werd verheven. Van 1929-1933 vonden belangrijke restauraties plaats. De oorsprong van deze site gaat terug tot de 12e eeuw.
- De Sint-Catharinakerk (Église Sainte-Catherine) is een classicistisch kerkgebouw van 1771.

## Natuur en landschap
Bonlez ligt aan de Train die noordwaarts naar de Dijle stroomt. De hoogte aan de kerk is 76 meter. De omgeving van Bonlez is bosrijk.
Het grondgebied van Bonlez was voor méér dan 97% "landschappelijk waardevol" volgens het gewestplan, wat verklaard wordt doordat hier de overgang plaatsvindt van het vlakke Haspengouw naar de reliëfrijke Dijlevallei. Er zijn dan ook tal van kleine riviertjes die gezorgd hebben voor een netwerk van valleien (Train, Glabais). Die steile hellingen waren ongeschikt voor de landbouw, zodat er veel bos en natuur werd bewaard. Door de talrijke bronnen is de waterkwaliteit van een zo hoog niveau dat er plaatselijk forellen kunnen worden gekweekt. Er zijn meerdere ondergrondse waterwinningen die zowel Brussel als Vlaanderen bevoorraden.

## Demografische ontwikkeling
- Bronnen:NIS, Opm:1831 tot en met 1970=volkstellingen

## Politiek
Bonlez had een eigen gemeentebestuur en burgemeester tot de fusie van 1977. Burgemeesters waren:
- 1959-1976 : Albert Collette (PSC)

## Trivia
Toen in 1950 in Brussel een oude wijk werd afgebroken voor spoorwerken, werden die "Spaanse" bakstenen gerecupereerd en naar Bonlez gevoerd om er het Kasteel van Bonlez mee te restaureren.

## Nabijgelegen kernen
Gistoux, Dion-le-Mont, Biez
Deelgemeenten: Bonlez · Chaumont-Gistoux · Corroy-le-Grand · Dion-le-Mont · Dion-le-Val · Longueville

Overige plaatsen: Arnelle · Bas-Bonlez · Brocsous · Les Bruyères · Champtaine · Chaumont · Gistoux · Grippelotte · Inchebroux · Laid Burniau · Louvrange · Manypré · Ocquière · Roblet · Somville · Vieusart

Belgische gemeenten · Arrondissement Nijvel · Waals-Brabant · Wallonië